# Тилль, Рудольф
Рудольф Тилль (нем. Rudolf Till, 8 апреля 1911, Фрайштадт, Германская империя — 6 июня 1979, Буккенхоф, ФРГ) — немецкий филолог, руководящий сотрудник Аненербе, оберштурмфюрер СС.

## Биография
Изучал латынь, греческий и историю в Бреслау и Мюнхене. В 1934 году защитил кандидатскую диссертацию на тему «Язык Катона» в Мюнхене, в 1936 году — докторскую диссертацию в Марбурге. С 1934 года — ассистент в Мюнхене, с 1936 года — приват-доцент в Берлине. В 1937 году по протекции Вальтера Вюста стал заместителем заведующего кафедрой в Мюнхенском университете.
В 1933 году вступил в НСДАП, СА и Национал-социалистический союз студентов. С 1937 года сотрудничал в Аненербе, где в 1938 году занял пост руководителя исследовательского отдела классической филологии и Древнего мира. С марта 1938 года экстраординарный профессор классической филологии. Тогда же вступил в СС.
В 1939 году по поручению Аненербе ездил в Италию для изучения Codex Aesinas — рукописи трактата Тацита «Германия».
После войны работал учителем в школе-интернате под Фрайбургом. В 1958—1976 годах — ординарный профессор и заведующий кафедрой в университете Эрлангена.

## Сочинения
- La lingua di Catone. — Roma: Edizioni dell’Ateneo, 1968.
- Einführung in Leben und Werk des Tacitus. — Stuttgart: Klett, [1968].
- Römische Elegiker. — Heidelberg: Kerle, 1957.
- Handschriftliche Untersuchungen zu Tacitus Agricola und Germania. — Berlin: Ahnenerbe-Stiftung Verl., 1943.
- Die Redenfragmente des M. Porcius Cato. — o. O., [1937].
- Die Sprache Catos. — Leipzig: Dieterich, 1935.